# Алпатов, Юрий Михайлович
Юрий Михайлович Алпатов (род. 19 июля 1954, Кирсановский район, Тамбовская область) — российский государственный и муниципальный деятель, юрист, ученый-правовед, публицист и писатель. Доктор юридических наук, член-корреспондент Российской академии естественных наук.
Адвокат Адвокатской палаты Московской области, председатель Президиума Московской гильдии адвокатов и юристов, Почетный адвокат России, член Союза журналистов города Москвы. 

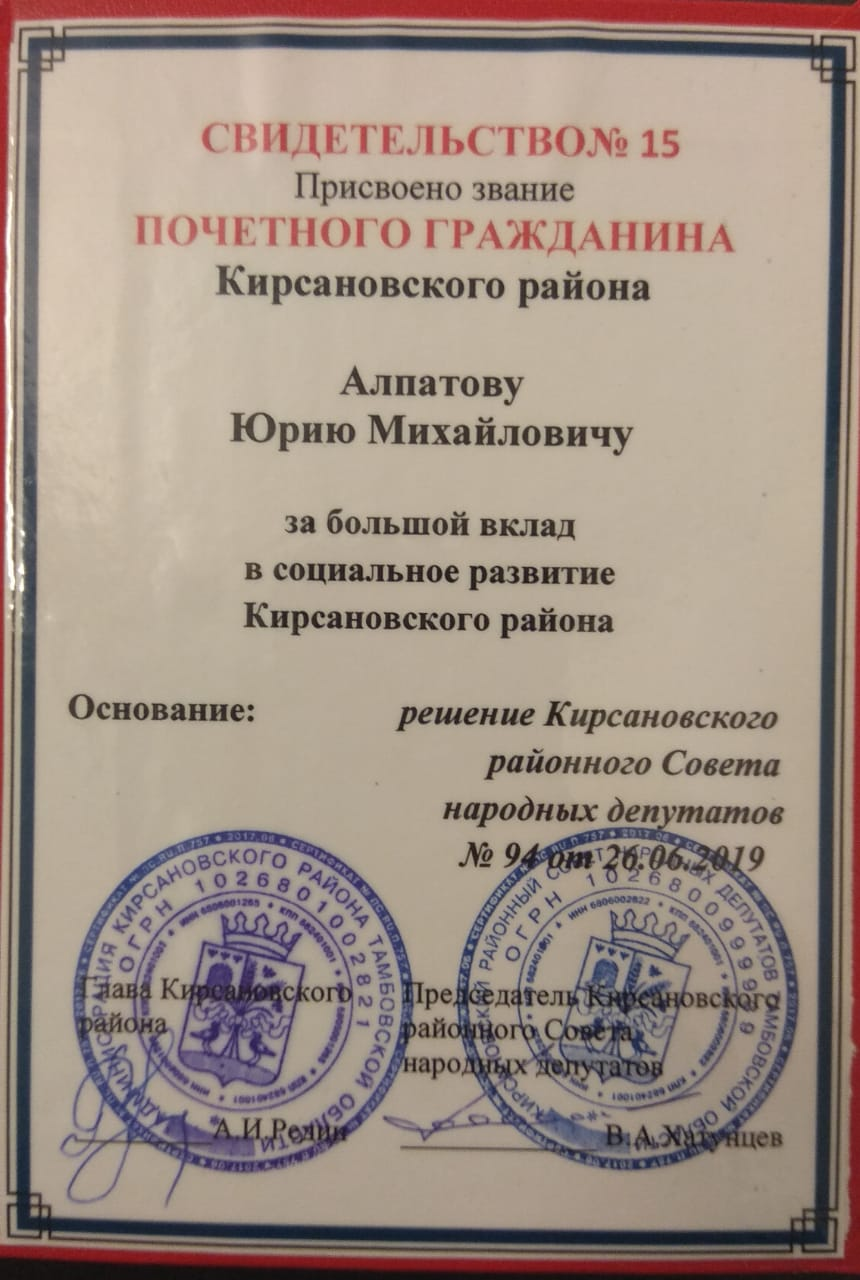
Почетный гражданин Кирсановского района Тамбовской области Ю. М. Алпатов

## Научная работа
C 2007 года активно занимается научно-педагогической работой, в 2009 году в МГЮА под научный консультированием д.ю.н., проф., академика РАН, почётного члена РАО Кутафина О. Е. защитил диссертацию на соискание ученой степени доктора юридических наук на тему «Организация местного самоуправления в городах федерального значения».
Сферу научных интересов Юрия Михайловича составляют муниципальное право, конституционное право, является автором более 190 научный работ, в различные годы работал в ВУЗах Москвы и Московской области, среди которых может быть выделена МГЮА. Активно участвует в редакционной деятельности, являясь членом редакционных советов научно-правового журнала «Образование и право» (включен в перечень ВАК), журнала «Экономика и право. XXI век», журнала «Новый юридический журнал».

## Карьера
1971 — 1976 гг. — Московский Автомеханический Институт (специальность: инженер-механик).
1976—1980 гг. — начальник отдела в 101 Центральном авторемонтном заводе Министерства обороны.
1980—1983 гг. — проходил службу в Советской Армии.
1983—1989 гг. — начальник планового отдела войсковой части Министерства обороны.
1989—1990 гг. — первый заместитель управляющего делами плановой комиссии Мосгорисполкома.
1990—1997 гг. — работал в различных структурах.
1997—1999 гг. — работал в Комплексе городского хозяйства Правительства Москвы.
1999—2000 гг. — советник Мэра и Правительства Москвы.
2000—2003 гг. — первый заместитель руководителя Комитета муниципальных займов и развития фондового рынка Правительства Москвы.
2003—2010 гг. — префект Западного административного округа города Москвы в ранге министра Правительства Москвы.
2012 — депутат Собрания депутатов Цаган-Уснского сельского муниципального образования Республики Калмыкия третьего созыва на непостоянной основе.
2012 — первый заместитель Председателя Правительства Республики Калмыкия — Постоянный Представитель Республики Калмыкия при Президенте Российской Федерации.
2012 — член Совета Федерации Федерального Собрания Российской Федерации от Республики Калмыкия.

## Награды
- Медаль ордена «За заслуги перед Отечеством» II степени (2008)
- Медаль «Совет Федерации. 20 лет» (2013) — за большой вклад в развитие парламентаризма в Российской Федерации и совершенствование федерального законодательства
- Почетная серебряная медаль Российской академии естественных наук — за заслуги в деле возрождения науки и экономики России (2016)
- Почетный адвокат России (2016)
- Почетный гражданин Кирсановского района Тамбовской области — за большой вклад в социальное развитие Кирсановского района Тамбовской области[8]